# Musée de l'Armée
Musée de l'Armée (česky Muzeum armády) je francouzské národní vojenské muzeum v Paříži. Je umístěno kolem čestného nádvoří ve východním a západním křídle pařížské Invalidovny v 7. obvodu. Muzeum se věnuje dějinám francouzské armády.

## Historie
Muzeum bylo založeno v roce 1905 sloučením muzea dělostřelectva (musée d'Artillerie) a historického muzea armády (musée historique de l'Armée), která se obě nacházela v Invalidovně.
Muzeum dělostřelectva vzniklo za Velké francouzské revoluce a do Invalidovny bylo přemístěno roku 1871. Vzniklo ze dvou vojenských sbírek: královské sbírky zbraní a sbírky princů Condé. K nim byly připojeny sbírky nacházející se v Louvru a dělostřelectva v zámku Vincennes a Pierrefonds.
Historické muzeum armády vzniklo v roce 1896 jako soukromá instituce. Malíř Édouard Detaille (1848-1912) věnoval vlastní sbírku a chtěl vytvořit vojenské muzeum podobné jako bylo na světové výstavě roku 1889.
V únoru 2008 byl v muzeu otevřen památník Charlese de Gaulla, který se nachází v suterénu pod nádvořím Valeur.

## Sbírky
Muzeum má několik oddělení:
- oddělení starých zbraní vystavených na ploše 2500 m2
- oddělení moderní zahrnující období od Ludvíka XIV. do Napoleona III.
- oddělení dvou světových válek zahrnující období 1871-1945
- památník Charlese de Gaulla na ploše 2500 m2, který představuje generálův život a dílo převážně audiovizuálními dokumenty
- oddělení obrazů a soch (včetně rytina a fotografií)
- oddělení dělostřelectva
- oddělení hudby

K muzeu patří též odborná knihovna a sbírka fotografií. Muzeum spravuje i kostel sv. Ludvíka v Invalidovně, kde se nachází hrob Napoleona Bonaparta a dalších osob.